# Bobfergusonite
La bobfergusonite è un minerale.